# Brasão de armas da República Democrática do Congo
O brasão de armas da República Democrática do Congo foi alterado várias vezes desde 1997. O actual foi introduzido em 2006 e retrata uma cabeça de leopardo, cercado por um dente de elefante, à esquerda, e uma lança, à direita. Abaixo estão as três palavras que compõem o lema do país: Justice, Paix, Travail (Justiça, Paz, Trabalho, em francês). Foi aprovado em 18 de fevereiro de 2006 pelo Presidente Joseph Kabila.

## História
O antigo brasão, que foi introduzido em 2003, mostrava três mãos interligadas, rodeadas por uma grinalda de milho. Na parte superior, uma cabeça de leão e no fundo o lema: Démocratie, Justice, Unité (Democracia, Justiça, Unidade, em francês).
O brasão da República Democrática do Congo de 1999 é constituído por um escudo azul. No centro, uma estrela amarela, acima da qual existem outras seis pequenas estrelas. Este brasão foi introduzido junto com a bandeira.
O mais velho brasão (do Zaire) de 1971 a 2005, mostrava uma cabeça de leopardo, abaixo dela, um par de lanças atravessadas, em torno de um ramo e um dente de elefante. As palavras Paix, Justice, Travail estão inscritas numa faixa branca. Este brasão foi instituído oficialmente em 1 de Agosto de 1964.
As armas são descritas em detalhes na Seção 1, Artigo 1 da constituição de 2005.

Brasão de armas do Zaire (1971 - 2005)
2005 - 2006